# Lolly cake
Een lolly cake of lolly log is een typisch Nieuw-Zeelandse zoetigheid. De naam is afgeleid van het woord lolly, wat in Nieuw-Zeeland gebruikt wordt voor snoep.
Het is onbekend waar de lolly cake oorspronkelijk vandaan komt. De cakes werden al gegeten in 1940, maar het duurde tot na 1960 voor ze algemeen verkrijgbaar waren. 

## Bereidingswijze
Traditioneel worden fruitsoezen gebruikt, een soort stevige, maar zachte marshmallows. Vervolgens worden er gebroken lolly's aan de basismix toegevoegd, die bestaat uit gestampte kaakjes, gecombineerd met gesmolten boter en gezoete gecondenseerde melk. De mix wordt vervolgens in een vorm geperst en in kokos gerold. Daarna wordt hij gekoeld en daarna gesneden. Er kunnen eventueel andere ingrediënten worden toegevoegd. De Lolly Cakes lijken op Noord-Ierse fifteen-koekjes.

## Beschikbaarheid
Lolly cakes zijn in Nieuw-Zeeland verkrijgbaar bij supermarkten, bakkerijen en tankstations. Op de Cookeilanden zijn ze lastig te vinden, ook al zijn de inwoners van de eilandengroep officieel inwoners van Nieuw-Zeeland. Ook in Australië zijn lolly cakes lastig te vinden, zelfs in gebieden met veel Nieuw-Zeelandse immigranten. In het Verenigd Koninkrijk zijn ze te vinden in sommige koffietentjes en Antipode-cafés. 